# Saint-Guilhem-le-Désert
Saint-Guilhem-le-Désert település Franciaországban, Hérault megyében. Lakosainak száma 243 fő (2022. január 1.). Saint-Guilhem-le-Désert Aniane, Causse-de-la-Selle, Montpeyroux, Pégairolles-de-Buèges, Puéchabon, Saint-Jean-de-Fos, Saint-Maurice-Navacelles és La Vacquerie-et-Saint-Martin-de-Castries községekkel határos.

## Népesség
A település népessége az elmúlt években az alábbi módon változott:
| Lakosok száma | 229  | 236  | 190  | 243  | 260  | 257  | 253  | 245  | 243  | 243  |
|               | 1968 | 1982 | 1990 | 2006 | 2013 | 2015 | 2017 | 2019 | 2020 | 2022 |